# ガボンの国道

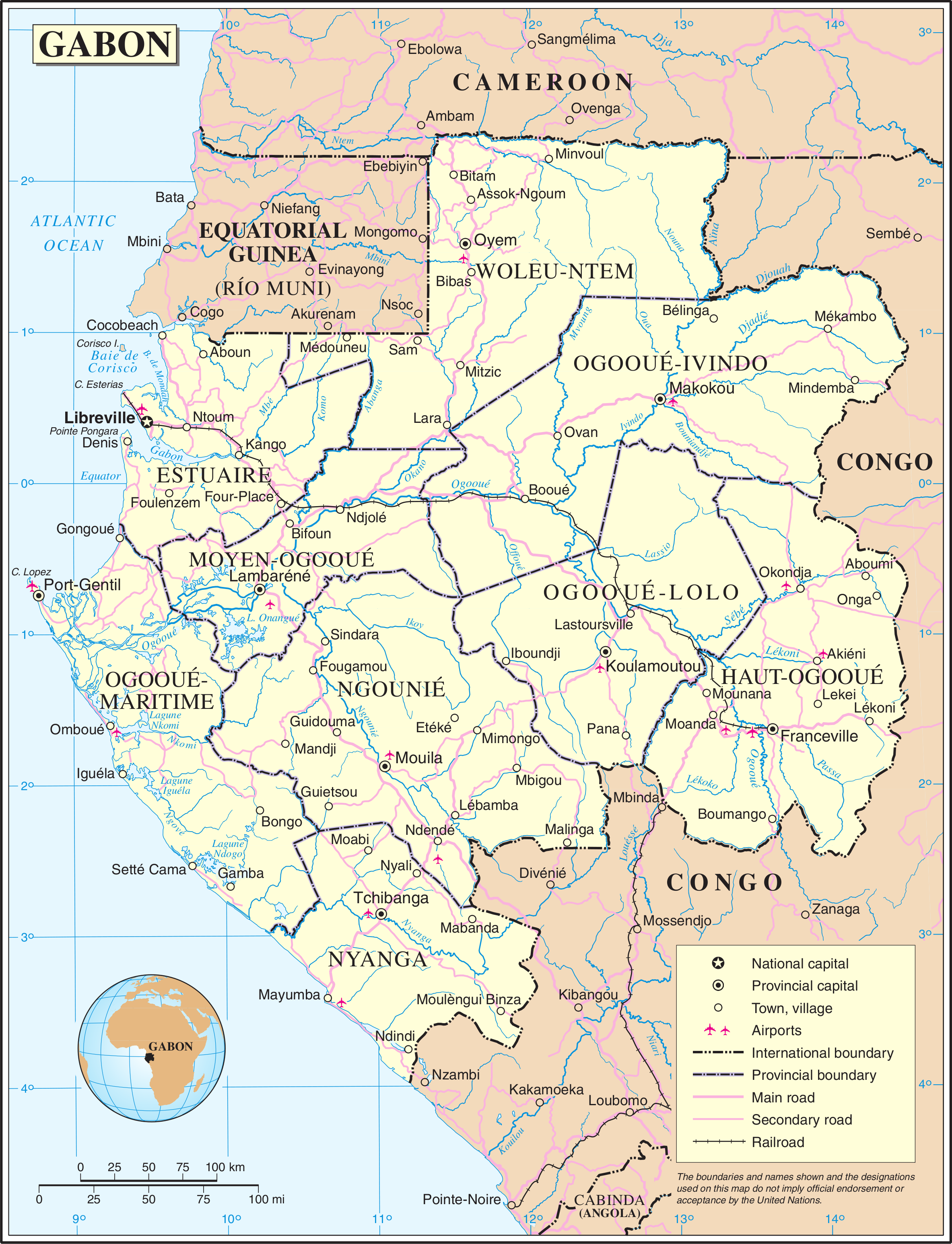
ガボン国内の交通図。道路は桃色。

ガボンの国道（ガボンのこくどう）は一部を除きガボン国内のほぼ全域を網羅しているが、その約9割は未舗装である。また、国道に指定された主要な道路は「N」（フランス語: Nationaleの頭文字）またはRn(フランス語: Route nationale〔国道〕の頭文字）をつけて「N1」、「Rn1」等と呼ばれる。
ガボン国内の主要な道路は、海岸部及び東部の一部を除き国内の主立った定住地を繋いでいるが、激しい降雨の後の保守及び維持は困難な状況である。2002年現在、国内の道路網は、8,454kmに及び、うち838kmは舗装されており、またそのうち30kmは高速道路である。 国の南北を繋ぐ主要な交通経路としてビタム(en:Bitam)からンドゥンデ(en:Ndendé)に至る経路が挙げられる。この陸上経路は北のカメルーン国境から南のコンゴ共和国まで続いている。また東西を繋ぐ経路として、リーブルヴィルとメカンボ(en:Mékambo)とを繋ぐ経路及びさらに南のマユンバ(en:Mayumba)とラストゥールヴィルとを結ぶ経路が挙げられる。 1995年現在、国内には約2万3000台の自動車と約1万台の商用車とが使用されている。

## ガボンの国道一覧
- 国道N1号： リーブルヴィル – クグル – ビフン – ランバレネ – ムイラ – ンドゥンデ – チバンガ -（コンゴ共和国国境）
- 国道N2号： ビフン – アレンベ – ヴィテ – ミジック – ビバス – オイェム – ビタム – エボロ –（カメルーン国境）
- 国道N3号： アレンベ – カザマビカ – ラストゥールヴィル – モアンダ – フランスヴィル
- 国道N4号： ヴィテ – ウコンロン – マコク – メカンボ
- 国道N5号： クグル – ビバス
- 国道N6号： マユンバ– チバンガ – ンドゥンデ – ルバンバ - クラムトゥ – ラストゥールヴィル